# Hilfikon

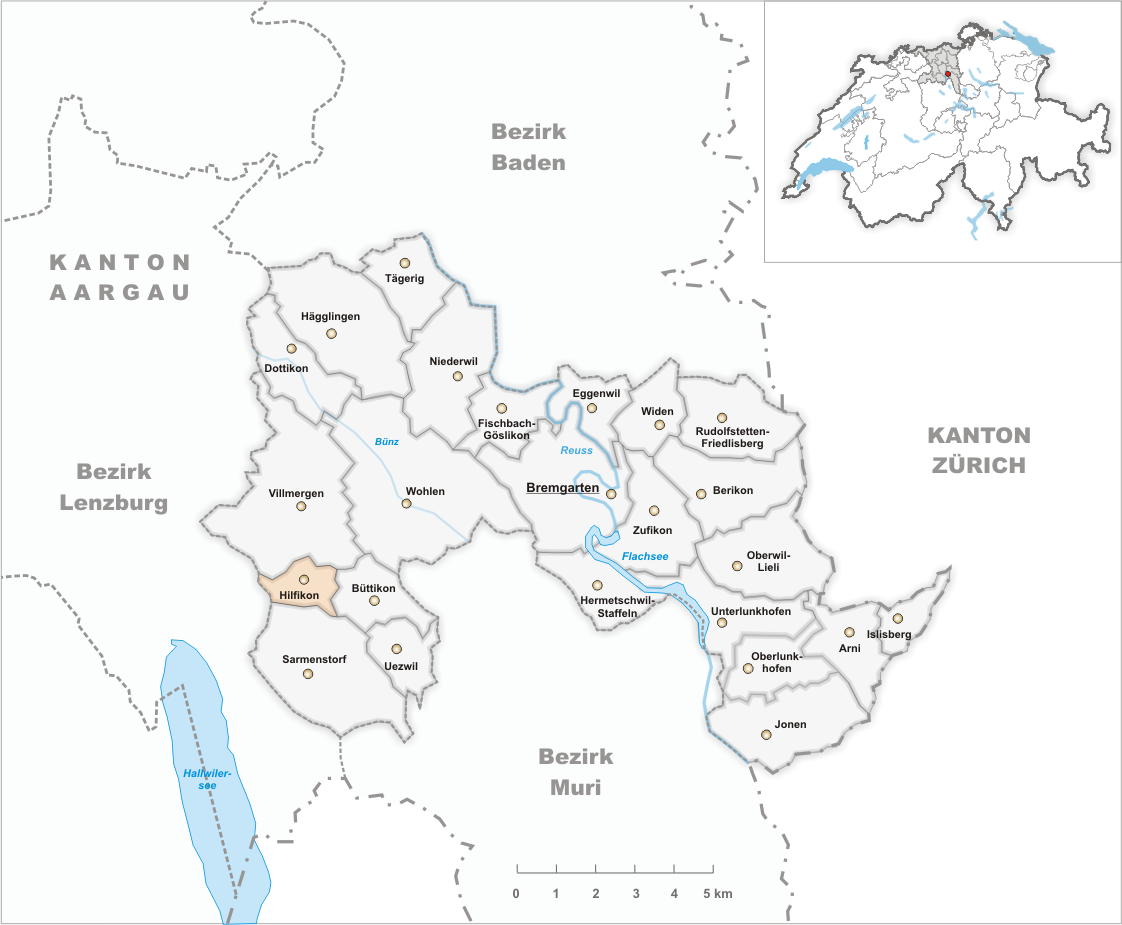
Gemeindestand vor der Fusion am 1. Januar 2010

Hilfikon (schweizerdeutsch: ˈhɪl.fɪ.kχə) ist ein Dorf im Kanton Aargau in der Schweiz. Bis Ende 2009 war Hilfikon eine eigenständige Einwohnergemeinde im Bezirk Bremgarten, seither gehört das Dorf zur Gemeinde Villmergen. Von der Einwohnerzahl her war Hilfikon zum Zeitpunkt der Fusion die kleinste Gemeinde des Bezirks und die zehntkleinste des Kantons.

## Geographie
Das Dorf liegt am östlichen Fuss des Rietenbergs, einem bewaldeten Ausläufer des Lindenbergs, der das untere Bünztal vom Seetal trennt. Hilfikon wird von Süd nach Nord durch den Erusbach entwässert. Dieser nimmt nördlich des Dorfes den Hinterbach auf, wird im weiteren Verlauf Holzbach genannt und mündet in der Nähe von Dottikon in die Bünz. Während die westliche Talseite steil zum Rietenberg ansteigt, geht die östliche Talseite in die Hochebene am Fusse des Lindenbergs über. Auf einem vorspringenden Hügel befindet sich das Schloss Hilfikon, das Wahrzeichen des Dorfes, das ansonsten über einen ausgeprägt ländlichen Charakter verfügt.
Die Fläche der ehemaligen Gemeinde betrug 172 Hektaren, davon waren 44 Hektaren mit Wald bedeckt und 25 Hektaren überbaut. Der höchste Punkt lag auf 640 Metern, die tiefste Stelle auf 455 Metern. Nachbargemeinden sind Villmergen im Norden, Büttikon im Osten, Sarmenstorf im Süden und Seengen im Westen.

## Geschichte
Die erste urkundliche Erwähnung von Hilfikon findet man unter dem Namen Hilfiniswilare in einem Zinsrodel des Fraumünsters in Zürich aus dem Jahr 924. Der Ortsname lässt sich vom althochdeutschen Helfineswilari ableiten, was «Hofgut des Helfini» bedeutet. Die Endung «-wil» deutet darauf hin, dass das Dorf während der zweiten alemannischen Besiedlungsphase im 8. oder 9. Jahrhundert entstanden ist. 1261 wird das Dorf als Hilfinchon erwähnt, 1281 erstmals als Hilfikon und in anderen Variationen z. B. Hilffickonn. Der Wechsel der Endung ist auf den Einfluss umliegender Dörfer zurückzuführen. 1290 ging die Grund- und Niedergerichtsherrschaft an die Herren von Hilfikon über, ein Ministerialengeschlecht im Dienste der Habsburger. Sie erbauten einen Wohnturm, der die Strasse zwischen Luzern und Brugg kontrollierte. Ausserdem liessen sie die zugehörigen Gebiete bewirtschaften und zogen die Abgaben der übrigen Höfe der kleinen Herrschaft ein. Einzelne Höfe waren in den Dorfverband Villmergen integriert und unterstanden dem dortigen Amtsgericht.
1415 eroberten die Luzerner die Dörfer Hilfikon, Büttikon, Sarmenstorf, Uezwil und Villmergen, doch 1425 mussten sie das Gebiet an den gemeinsamen Besitz der Eidgenossen zurückgeben. Hilfikon lag fortan im Amt Villmergen in den Freien Ämtern, einer gemeinen Herrschaft. 1472 wird die Zürcher Familie Meiss als Besitzerin der Herrschaft Hilfikon genannt. Melchior zur Gilgen aus Luzern vereinigte 1514 die Herrschaft Hilfikon mit der Vogtei Sarmenstorf. 1547 wollten die eidgenössischen Orte die Burg erwerben und sie zur Residenz des Landvogts machen, doch die Verhandlungen scheiterten an der Höhe des Kaufpreises.
Die Erste Schlacht von Villmergen am 24. Januar 1656 fand zum Teil auf dem Gemeindegebiet von Hilfikon statt und forderte mehrere hundert Tote. Vor der Zweiten Schlacht von Villmergen am 25. Juli 1712 diente das Schloss als Hauptquartier der Truppen der katholischen Orte der Eidgenossenschaft. Im Vierten Landfrieden vereinbarten die Kriegsparteien, dass in den unteren Freien Ämtern, also auch in Hilfikon, nur noch die reformierten Orte Bern, Zürich und Glarus regierten. Die Franzosen nahmen im März 1798 die Schweiz ein und riefen die Helvetische Republik aus, was gleichbedeutend mit dem Ende der alten Herrschaftsordnung war. Hilfikon bildete zusammen mit Büttikon eine Agentschaft im Distrikt Sarmenstorf des kurzlebigen Kantons Baden. Bei der Gründung des Kantons Aargau im Jahr 1803 wurde Büttikon wieder abgetrennt.
In kirchlicher Hinsicht gehörte Hilfikon seit jeher zur Pfarrei Villmergen. 1510 entstand die Schlosskapelle, die 1750 vollständig neu erbaut wurde. 1832 kaufte die Gemeinde die von einem Kaplan betreute Kapelle und überliess sie 1947 einem privaten Kapellenverein. In der ersten Hälfte des 19. Jahrhunderts baute der Kanton die bislang schlecht unterhaltene Landstrasse durch Hilfikon zu einem modernen Verkehrsweg aus. Die Bevölkerung lebte von der Landwirtschaft und nebenbei vom Handwerk. Von einiger Bedeutung war die Heimarbeit für die Freiämter Strohgeflechtindustrie. 1904 erhielt Hilfikon sein erstes Wasserreservoir, ein Jahr später folgte der Anschluss ans Elektrizitätsnetz. Die am 18. Dezember 1916 eröffnete Wohlen-Meisterschwanden-Bahn ersetzte die seit 1853 zwischen Wohlen und Fahrwangen verkehrende Postkutsche. An der Station Hilfikon hielten die Züge stets nur auf Verlangen. Am 31. Mai 1997 wurde der Bahnbetrieb eingestellt.

Historisches Luftbild von Walter Mittelholzer zwischen 1918 und 1937

1923 liess der damalige Schlossbesitzer auf der Brunnmatte einen Flugplatz mit Hangar einrichten, ab 1925 nutzte ihn auch das Militär. Der Flugplatz war allerdings unrentabel und zehrte am Vermögen des Schlossherrn. Die Selbstversorgungsdoktrin im Zweiten Weltkrieg führte zur Umpflügung der Piste, der ungenutzte Hangar wurde 1948 demontiert und in Spreitenbach auf dem damaligen Flugplatz wieder aufgebaut. 1944/45 nutzte die Schweizerische Flüchtlingshilfe das Schloss als Berufsschulheim für über drei Dutzend Flüchtlinge; die jungen Frauen stammten überwiegend aus Osteuropa. Seit 1956 finden in Hilfikon im Frühling Motocross-Rennen statt, die Veranstaltung ist allerdings unter dem Namen «Motocross Wohlen» bekannt. 1958 wurde erstmals eine Europameisterschaft ausgetragen. Die Zuschauerzahlen stiegen kontinuierlich an und erreichten 1973 mit 36'530 Besuchern einen Höhepunkt. Es folgte ein allmählicher Niedergang aufgrund der wachsenden Konkurrenz anderer Freizeitangebote. Mittlerweile haben sich die Zuschauerzahlen zwischen 4'000 und 6'000 eingependelt.
Die Einwohnerzahl ist bis heute nur unwesentlich gewachsen und das Dorf konnte seinen ländlichen Charakter bewahren. Am 15. Juni 2007 genehmigten die Gemeindeversammlungen von Hilfikon und Villmergen die Fusion beider Gemeinden. Diese wurde in der Urnenabstimmung vom 25. November 2007 in beiden Gemeinden bestätigt. Am 1. Januar 2010 endete die Selbständigkeit Hilfikons.

## Sehenswürdigkeiten

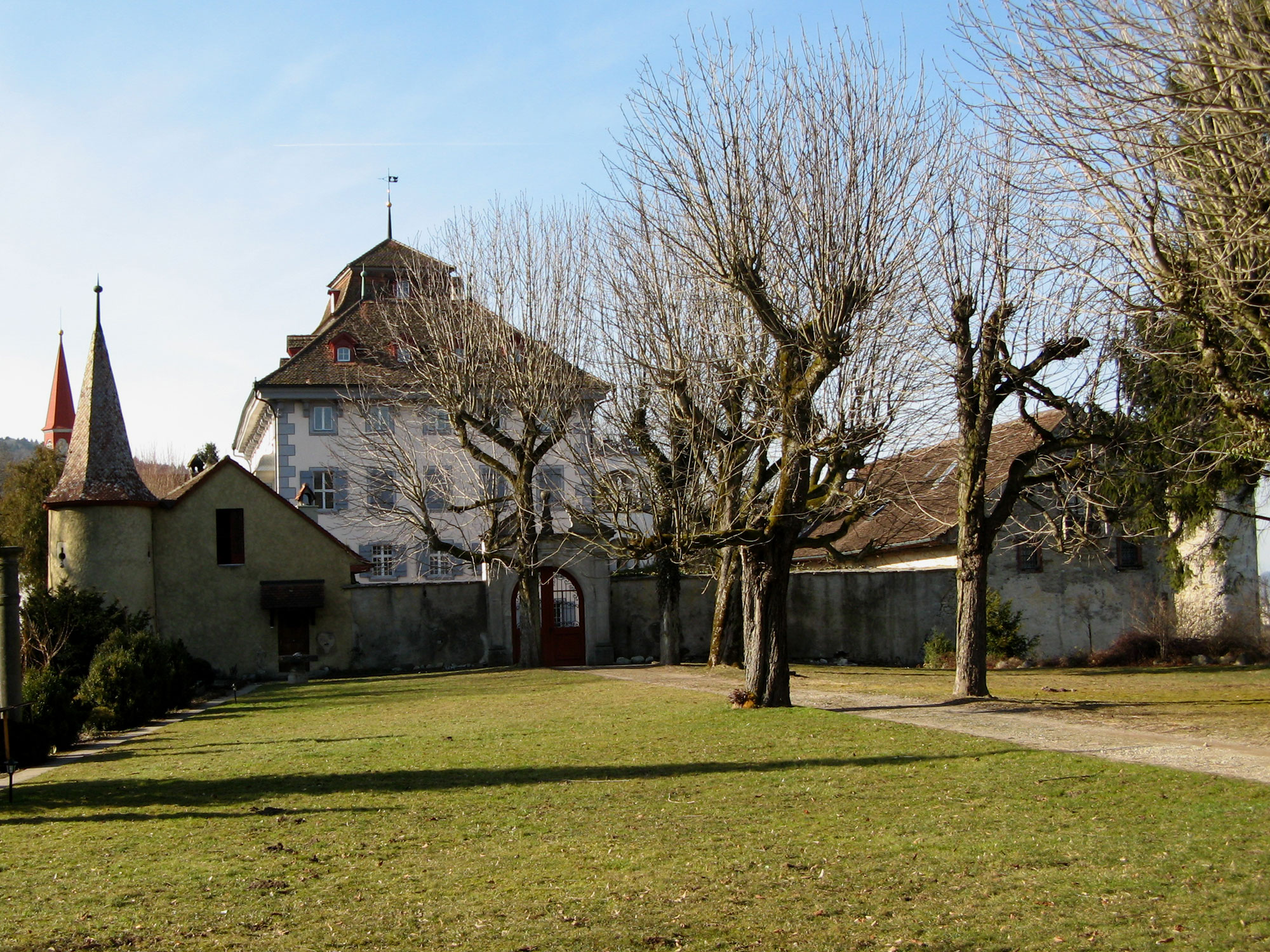
Schloss Hilfikon

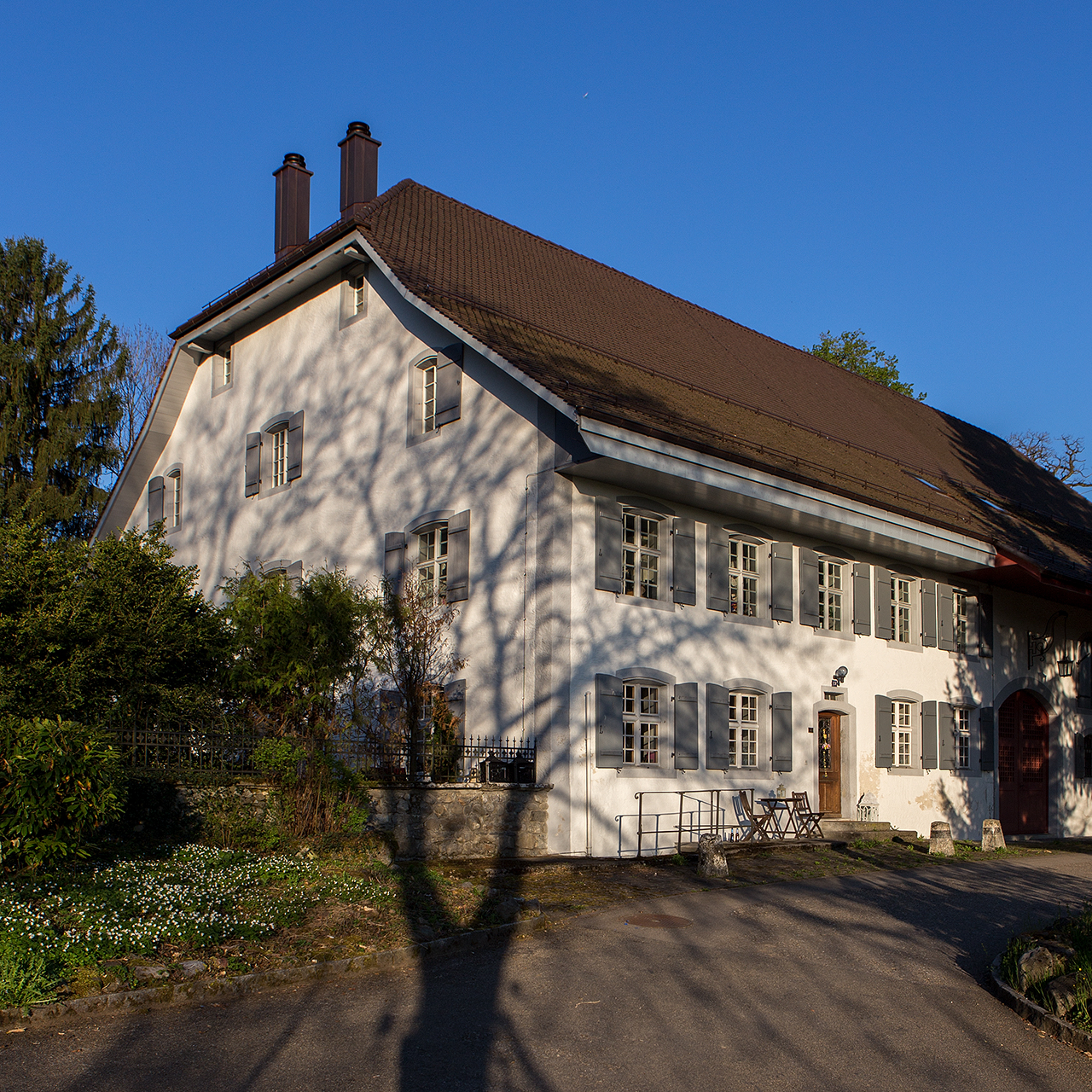
Ehem. Gasthaus zum Elefant

Die Entwicklung des Dorfes war immer stark vom Schloss Hilfikon geprägt. Im 13. Jahrhundert als Wohnturm errichtet und später zum Schloss umgebaut, erlebte es mehrere Besitzerwechsel und ist auch heute noch im Privatbesitz. Es handelt sich um ein rechteckiges, 1650/60 im Wesentlichen neu erbautes Schloss mit mittelalterlichem Bergfried. Die Schlosskapelle besitzt eine Rokoko-Innenausstattung mit einem Altar von Johann Baptist Babel und Deckengemälde von Franz Anton Rebsamen.

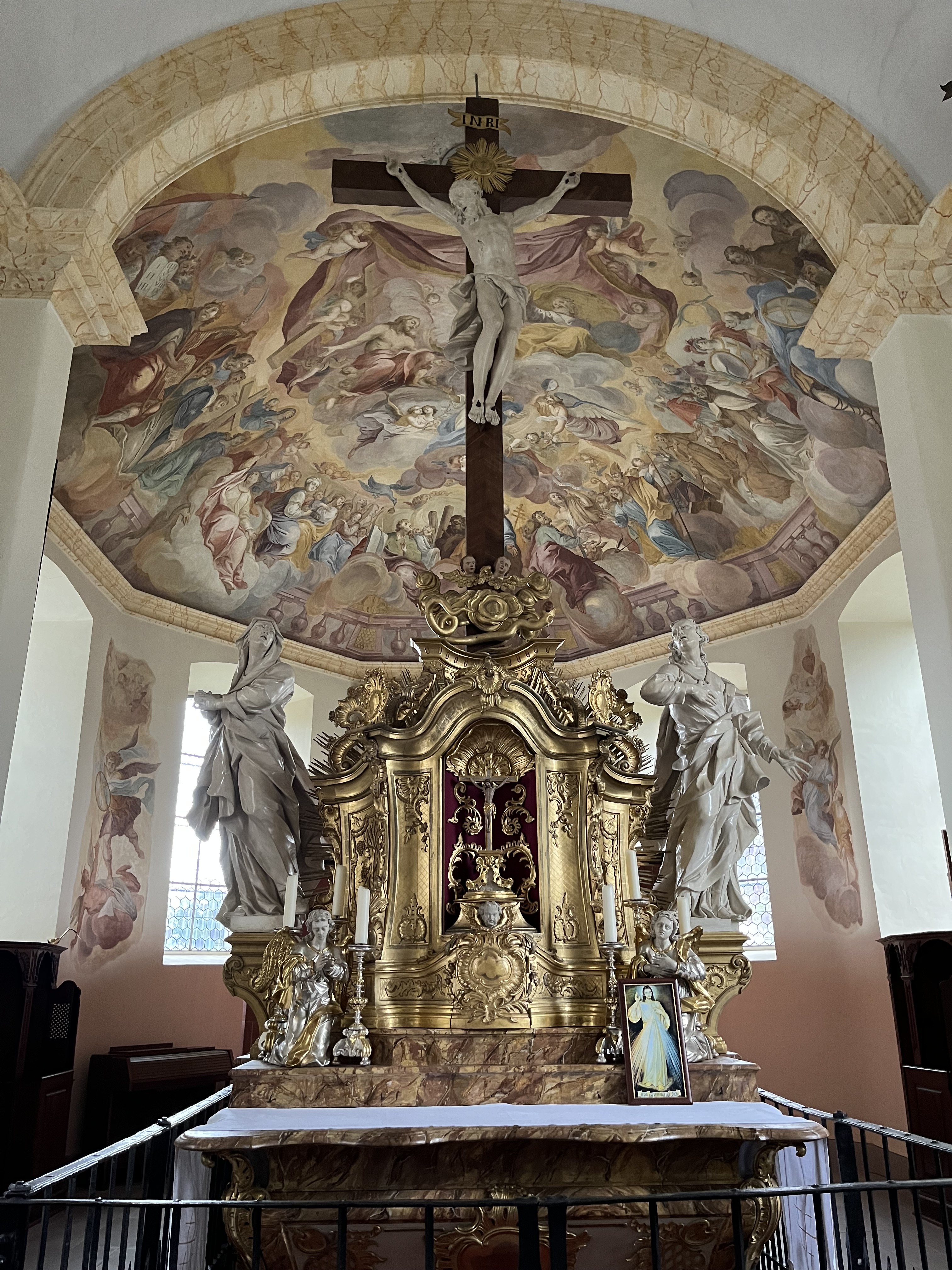
Altar mit Chorgemälde Schlosskapelle Hilfikon

## Wappen
Die Blasonierung des ehemaligen Gemeinde- und heutigen Dorfwappens lautet: «In Weiss gelb bewehrter schwarzer Elefant mit gelbem Gurt und rotem Turm.» Ab 1811 nutzte die Gemeinde ein einfaches Siegel mit dem Gemeindenamen, später fügte man das Aargauer Wappen hinzu. 1915 schlug der Historiker Walther Merz vor, das seit dem 16. Jahrhundert bekannte Wappen der Herren von Hilfikon zu verwenden. Nachdem verschiedene Vereine diesem Vorschlag gefolgt waren, zog der Gemeinderat 1953 nach. Bis 2002 waren die Klauen weiss, wurden dann jedoch in Übereinstimmung mit den heraldischen Regeln gelb gefärbt (Hörner, Klauen, Zähne usw. müssen stets die gleiche Farbe aufweisen). Die Herkunft des ungewöhnlichen Motivs ist nicht bekannt, doch wies der Schriftsteller Charles Tschopp auf die Ähnlichkeit zwischen dem mittelhochdeutschen Wort für Elefant (helfant) und der frühen Ortsnamensform Helfini hin.

## Bevölkerung
Die Einwohnerzahlen entwickelten sich wie folgt:
| Jahr      | 1798 | 1850 | 1900 | 1930 | 1950 | 1960 | 1970 | 1980 | 1990 | 2000 |
| Einwohner | 119  | 159  | 179  | 193  | 172  | 185  | 165  | 168  | 216  | 224  |

Am 31. Dezember 2008 lebten 251 Menschen in Hilfikon, der Ausländeranteil betrug 7,6 %. Bei der Volkszählung 2000 bezeichneten sich 63,8 % als römisch-katholisch und 27,7 % als reformiert. 95,1 % gaben Deutsch als ihre Hauptsprache an und 3,1 % Französisch.

## Wirtschaft
In Hilfikon existieren diverse kleinere Gewerbe- und Dienstleistungsbetriebe. Mehr als die Hälfte der Arbeitsplätze sind in der Landwirtschaft zu finden. Die meisten Erwerbstätigen sind Wegpendler und arbeiten in den Nachbarorten, hauptsächlich in Wohlen und Villmergen.

## Verkehr
Durch Hilfikon führt die Kantonsstrasse 298 zwischen Wohlen und dem Seetal. Seit der Stilllegung der Wohlen-Meisterschwanden-Bahn im Jahr 1997 verkehrt zwischen Wohlen und Meisterschwanden eine Buslinie von Limmat Bus, die auch Hilfikon erschliesst. An Wochenenden verkehrt ein Nachtbus von Dietikon über Wohlen nach Sarmenstorf. Das ehemalige Bahntrasse wurde zu einem Radweg umgebaut.

## Bildung
Schulunterricht für Kinder aus Hilfikon gab es erst ab 1809, zunächst in den Privathäusern der jeweiligen Schulmeister. Aufgrund stark schwankender Schülerzahlen mussten die Kinder den Unterricht von 1843 bis 1859 in Villmergen besuchen. 1861 baute Hilfikon nach zahlreichen Aufforderungen der Kantonsbehörden ein Schulhaus; auch die Gemeindeverwaltung nutzte das Gebäude. Stets betreute eine einzige Lehrkraft sämtliche Primarschulklassen zusammen. 1973 ersetzte ein Pavillon das alte Schulhaus, 1995 konnte ein neues Schulhaus mit vier Zimmern und einer kleinen Turnhalle bezogen werden. Da die Schülerzahlen laufend abnahmen, wurde die Schule 2009 geschlossen. Heute nutzt eine Privatschule die ehemalig öffentliche Schulanlage.